# MAUCO
Mauco, fundada como Carrocerías MAUCO, fue una empresa costarricense dedicada a la fabricación de autobuses urbanos e interprovinciales, su sede se encontraba en Alajuela y posteriormente a Santa Ana, Costa Rica.
Fue fundada en 1993, tras la unión de dos clientes con COOPESA. También producía con un fabricante de autobuses en el país de capital de origen costarricense.

## Historia
Antes de 1997, los modelos se denominaban solamente por los nombres de chasis de DINA Dimex y/o Hino; ejemplo: RE39530, FD194S, FF 1JP6Z, RF821, etc.
En 1997 se lanza el modelo Sigma Urbano.
En 1999 se lanza otra versión parecida del Sigma Urbano, el modelo Lambda Turismo.
En 2001 se lanzan los modelos M2000 Urbano y M2000 Interurbano.